# Josefa Pardo Ortiz
Josefa Dolores Pardo Ortiz, más conocida como Pepa Pardo, es una política española afiliada al Partido Socialista Obrero Español, nacida en Beniaján (Murcia, España) el 28 de enero de 1951.

## Trayectoria política
Estudió Ciencias Políticas y Sociología. Ha sido coordinadora de programas del Departamento Internacional de la "Fundación Pablo Iglesias" y miembro de la Comisión Ejecutiva Federal del PSOE. Fue Diputada en las Cortes durante dos legislaturas (IV y V) y Secretaria General de la Federación de Química y Energía Estatal de UGT. Formó parte de la Ejecutiva Federal de Felipe González, como Secretaria de la Mujer entre 1990 y 1994 y como vocal entre 1994 y 1997; de la Ejecutiva Regional del PSM entre 2003 y 2007, también al frente del área de mujer e igualdad; y de la Ejecutiva Local de la Agrupación Socialista de Fuencarral entre 2001 y 2003. También ha sido concejala del Ayuntamiento de Canencia entre los años 2007 y 2011. Actualmente es Diputada en la Asamblea de Madrid, y portavoz en la Comisión de Igualdad y secretaria general adjunta del Grupo Parlamentario Socialista.